# Roslags Näsby

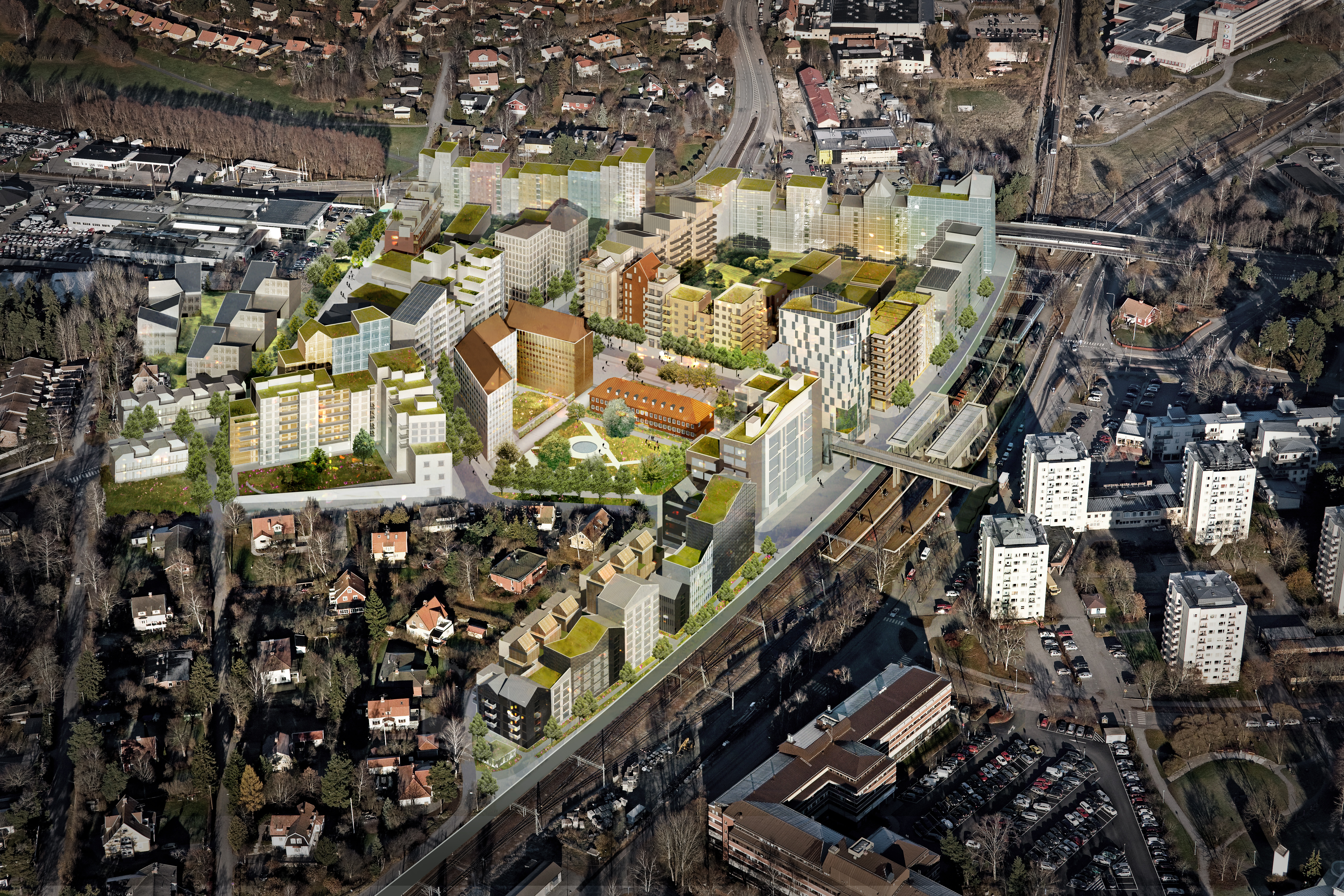
Visionsbild över de nya kvarteren i Roslags-Näsby.

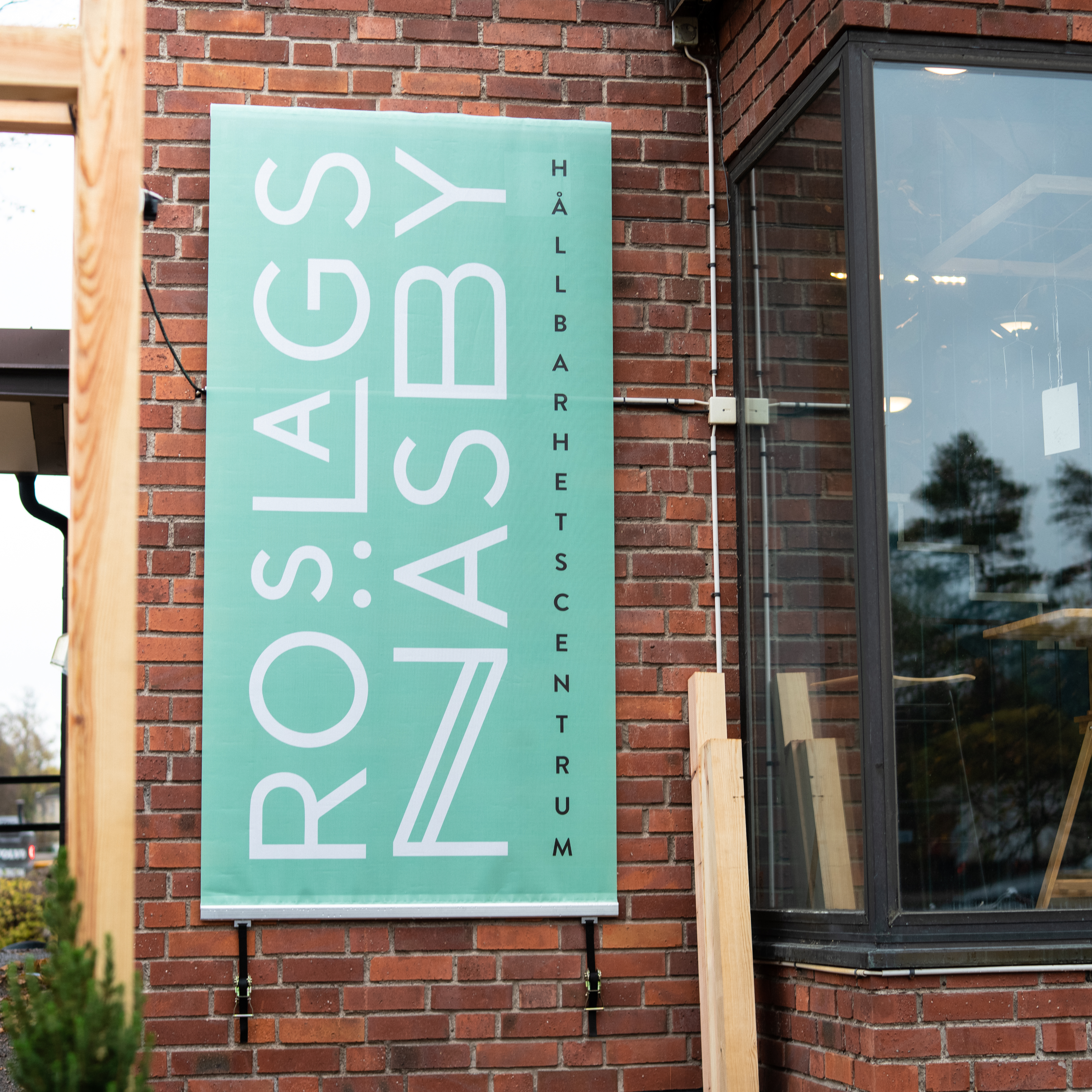
Hållbarhetscentrum är etablerat i det bevarade 50-talshuset Elverket. Här kan du lära dig mer om hur den hållbara stadsdelen växer fram, de planerade stadsodlingarna och byggaktörernas olika projekt.

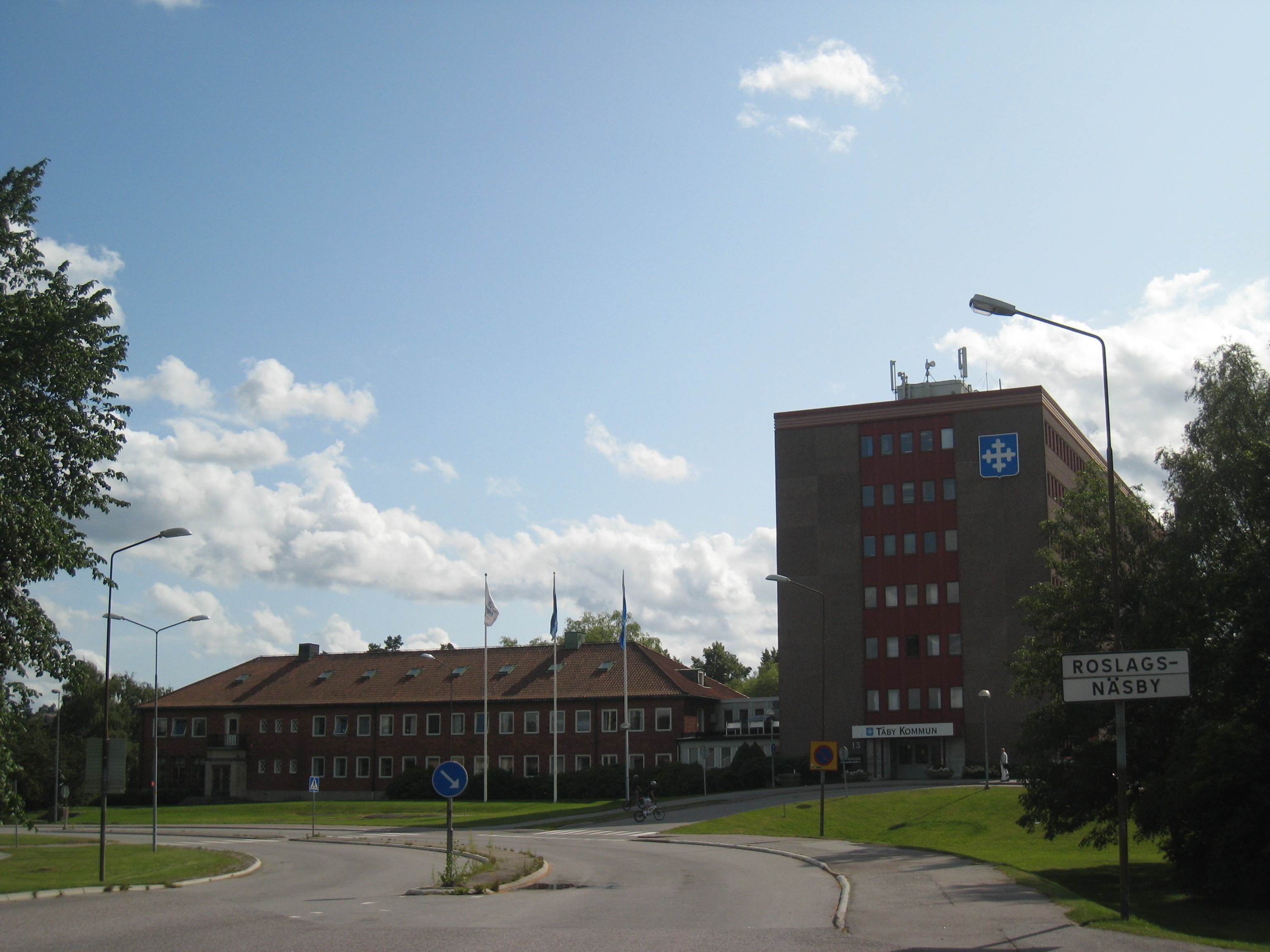
Täby kommuns tidigare administrationsbyggnader. Till vänster kommunalhuset från 1950, som bevaras, till höger kontorsbyggnaden byggd 1973 som revs 2018.

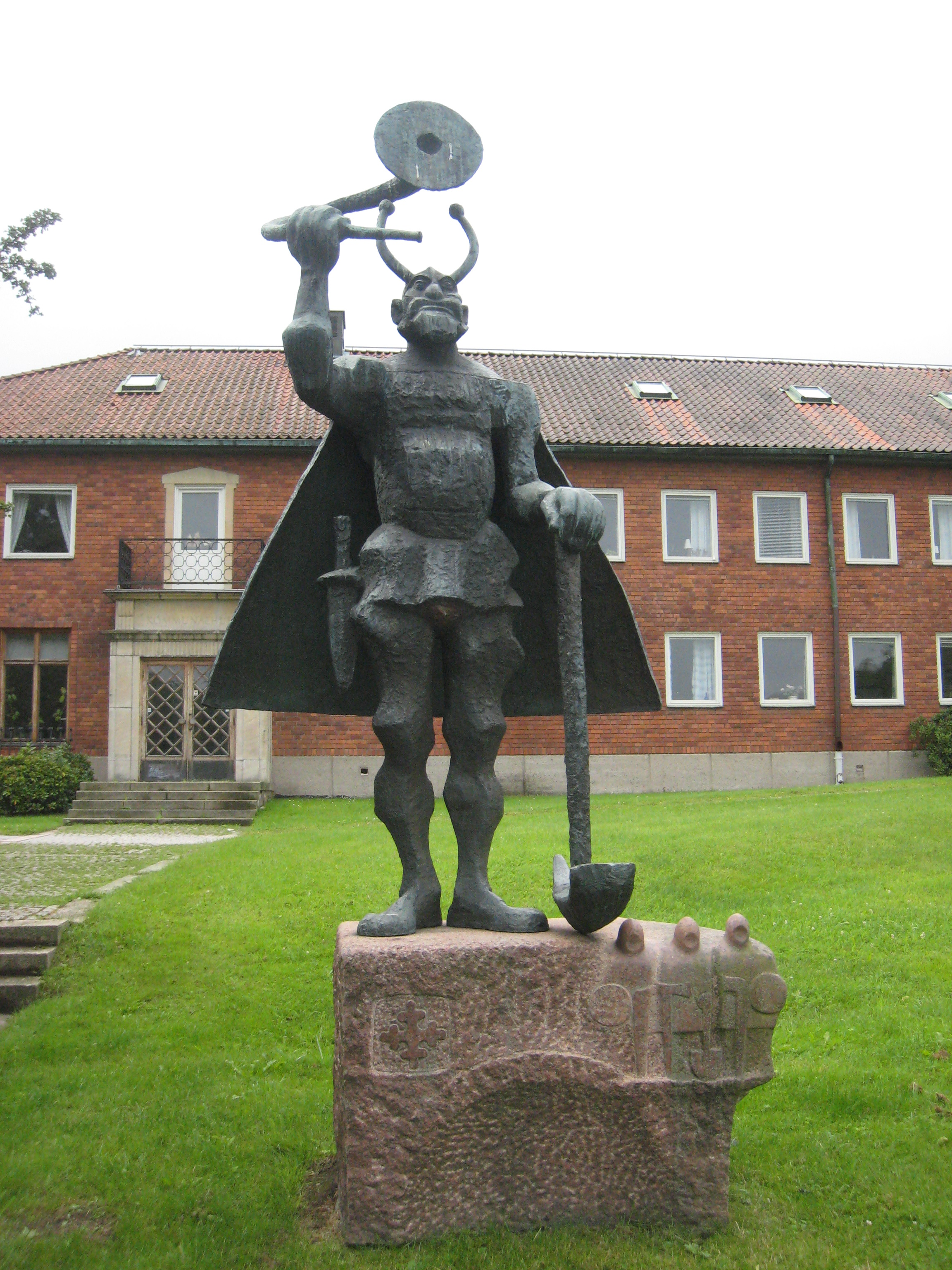
Staty, vid det tidigare kommunalhuset, föreställande Jarlabanke. Staty av Stig Blomberg

Roslags-Näsby är en kommundel i Täby kommun, Stockholms län. Roslags-Näsby ligger cirka en kilometer söder om Täby Centrum och gränsar bland annat till Lahäll i Täby och Enebyberg i Danderyds kommun

## Historik
Området växte upp kring järnvägsstationen Näsby på Stockholm-Rimbo Jernväg, nuvarande Roslagsbanan, som anlades 1885. Carl Robert Lamm, som från 1901 ägde Näsby slott vid Stora Värtan, bildade Näsby Fastighets AB och sålde villatomter som styckats av från godset. 
Området kring järnvägsstationen fick med tiden namnet Roslags-Näsby och utvecklades till ett kommersiellt och kommunalt centrum i den södra delen av nuvarande Täby kommun. En skola (nuvarande Ytterbyskolan) stod klar 1907. I Roslags-Näsby fanns även ortens polis.
Den 15 april 1950 invigdes ett nybyggt kommunhus, som år 1973 kompletterades med en större kontorsbyggnad. Den senare revs sedan det nya Täby kommunhus vid Täby centrum tagits i bruk. Utanför kommunalhuset, som ligger omedelbart väster om järnvägsstationen, står en staty föreställande Jarlabanke. Han var en storman från vikingatiden. Enligt en runsten i Täby Kyrkby ägde han ensam "hela Täby".
På andra sidan Roslagsbanan finns ett mindre centrum. Intill 50-talsbebyggelsen vid järnvägen och köpcentrumet har kommunen sparat ett minne från den äldre bebyggelsen, Ytterbystugan. 
Under 2003 sålde kommunen mark till Stiftelsen Stockholms Studentbostäder som uppförde fem flerbostadshus med sextio studentlägenheter. Närheten till Roslagsbanan gör att området ligger på praktiskt pendlingsavstånd för studenter på Kungliga Tekniska högskolan och Stockholms universitet.
2009 började kommunen planera de nya kvarteren i Roslags-Näsby. Den 4 september 2017 godkänns detaljplanen av kommunfullmäktige. Under året rivs även kommunhuset som byggdes på 70-talet, detta för att ge plats åt nya bostäder.  
2019 blir detaljplanen och visionen om Roslags-Näsby antagen och området invigs med spadtag i april. Den första av totalt fyra etapper börjar byggas och består av fristående stadsvillor, radhus och lägenheter i flera storlekar.

## Framtid
I området väster om stationen byggs bland annat cirka 1 400 bostäder, restauranger, park och butiker. Här byggs en hållbar stadsdel med studentbostäder, radhus, stadsvillor och lägenheter. Roslags-Näsby ses som en av Sveriges mest ambitiösa satsningar inom modern stadsutveckling. Täby kommun har tagit fram ett omfattande hållbarhetsprogram med specifika mål för Roslags-Näsby, som genomsyrat allt från idé till genomförande. 

## En hållbar stadsdel
De 18 byggaktörer som bygger Roslags-Näsby har höga krav på sig. Byggnaderna ska vara miljöcertifierade och ha stora inslag av grönska och vara hälsosamma att bo i. Det handlar bland annat om energianvändning, inomhusmiljöer, dagsljus, ventilation, material eller att användningen av farliga ämnen är minimal när huset byggs. Det tydliga hållbarhetstänket avspeglar sig i bland annat sedumtak, grönskande terrasser, innovativ dagvattenhantering och omtanke om den biologiska mångfalden.

## Stationen
Roslagsbanans station hette ursprungligen Näsby, efter egendomen Näsby slott. Från 1901 blev Näsby grenstation, då linjen mot Åkersberga (från 1906 även Österskär) togs i bruk. Stationen och samhället fick sitt nuvarande namn 1916. Stationen har två plattformar och är förgreningstation för tåg mot Kårsta och Österskär. I anslutning till stationen finns en infartsparkering. Under åren 2016-17 omvandlades stationsområdet totalt.
2018 invigs stationen, en nyrenoverad station i glas och trä. Stationen i Roslags-Näsby har två mittplattformar för dubbelspåren, inglasade vänthallar, hissar och rulltrappor. Vänthallarna är byggda i hållbart trä. Med dubbla spår och nya tåg kan tågtrafiken så småningom utökas så att det blir ännu lättare att resa.
Från Roslags-Näsby station tar det 12 minuter med tåg in till Östra station.